# ديفيد حبيب
ديفيد حبيب (بالفرنسية: David Habib) هو سياسي فرنسي، ولد في 16 مارس 1961 في باريس في فرنسا. حزبياً، نشط في الحزب الاشتراكي.

## مناصب
- انتخب نائب فرنسي عن دائرة Pyrénées-Atlantiques's 3rd constituency [الإنجليزية]‏ وقد انضم خلال فترته النيابية [الإنجليزية]‏ (21 يونيو 2017 – )  للكتلة البرلمانية اليسار الاشتراكي، الراديكالي، المواطني والمتنوع [الإنجليزية]‏.
- انتخب نائب فرنسي عن دائرة Pyrénées-Atlantiques's 3rd constituency [الإنجليزية]‏ خلال فترته النيابية (20 يونيو 2012 – 20 يونيو 2017).
- انتخب نائب فرنسي عن دائرة Pyrénées-Atlantiques's 3rd constituency [الإنجليزية]‏ خلال فترته النيابية [الإنجليزية]‏ (20 يونيو 2007 – 19 يونيو 2012).
- انتخب رئيس بلدية Mourenx [الإنجليزية]‏ (25 يونيو 1995 – 30 مارس 2014).
- انتخب نائب فرنسي عن دائرة Pyrénées-Atlantiques's 3rd constituency [الإنجليزية]‏ خلال فترته النيابية  [لغات أخرى]‏ (19 يونيو 2002 – 19 يونيو 2007).

## وصلات خارجية
- الموقع الرسمي